# ヴァリー・フォージ (ミサイル巡洋艦)
ヴァリー・フォージ(USS Valley Forge, CG-50)は、アメリカ海軍のミサイル巡洋艦。タイコンデロガ級ミサイル巡洋艦の4番艦。艦名はジョージ・ワシントンが1777年から78年にかけて駐留した野営地に因む。その名を持つ艦としては2隻目。
ヴァリー・フォージは2004年8月31日にサンディエゴ海軍補給地で退役し、イージスシステム搭載艦で初の予備役艦となった。